# Epipagis enderythralis
Epipagis enderythralis là một loài bướm đêm trong họ Crambidae.